# Trémauville

Trémauville este o comună în departamentul Seine-Maritime, Franța. În 1 ianuarie 2022 avea o populație de 100 de locuitori.